# Буток, Владимир Георгиевич
Владимир Георгиевич Буток (25 августа 1925, Батурин — 31 декабря 1970, Бахмачский район, Черниговская область) — советский военнослужащий, участник Великой Отечественной войны, полный кавалер ордена Славы, наводчик миномёта 641-го стрелкового полка, рядовой.

## Биография
Родился 25 августа 1925 года в селе Батурин (ныне город в Бахмачском районе Черниговской области). Украинец. Окончил школу.
Участник Великой Отечественной войны с июля 1943 года. Был разведчиком миномётной роты, а затем наводчиком миномёта 641-го стрелкового полка. Воевал на 1-м и 2-м Белорусском фронтах. Участвовал в освобождении Левобережной Украины и Белоруссии, в Люблин-Брестской, Варшавско-Познанской, Восточно-Померанской и Берлинской операциях.
В боях 10—15 сентября 1944 года в районе населённого пункта Слупно разведчик миномётной роты В. Г. Буток обнаружил 7 пулемётных точек и зенитное орудие противника, которые затем были подавлены миномётным огнём. В последующих боях из личного оружия сразил 5 противников, пленил двоих вражеских солдат и офицера.
14 октября 1944 года награждён орденом Славы 3-й степени.
26—29 января 1945 года наводчик миномёта В. Г. Буток в составе расчёта восточнее населённого пункта Расмусхаузен вывел из строя миномёт и два пулемёта, истребил до 10 солдат противника. В ночном бою 2 февраля 1945 года в 22 км северо-восточнее города Быдгощ из миномёта подавил пулемёт, уничтожил и рассеял до взвода пехоты противника.
28 февраля 1945 года награждён орденом Славы 2-й степени.
20 апреля 1945 года при прорыве обороны противника и форсировании реки Одер в 10 км юго-западнее города Штеттин наводчик миномёта В. Г. Будок подавил 8 огневых точек и поразил несколько противников. Отражая вражеские контратаки на левом берегу реки Одер, истребил много солдат и офицеров противника.
За мужество и героизм, проявленные в боях, Указом Президиума Верховного Совета СССР от 29 июня 1945 года рядовой Буток Владимир Георгиевич награждён орденом Славы 1-й степени.
В 1945 году рядовой В. Г. Буток демобилизовался. Вернулся на родину.
В 1953 году окончил Киевский ветеринарный институт. Работал главным ветеринарным врачом в селе Пески Бахмачского района Черниговской области.
Умер 31 декабря 1970 года.

## Награды
- дважды орден Красной Звезды;
- Орден Славы 1-й степени (29 июня 1945);
- Орден Славы 2-й степени (28 февраля 1945);
- Орден Славы 3-й степени (14 октября 1944);
- медали.